# Creazione di Eva (Donatello)
La Creazione di Eva è una formella in terracotta verniciata attribuita al giovane Donatello. Viene fatta risalire al 1405 o 1407 (nel qual caso sarebbe la prima opera conosciuta dell'artista) o al 1410 circa, ed è conservata nel Museo dell'Opera del Duomo di Firenze. Forse proviene dallo stesso cassone anche un esemplare con Storie di Adamo ed Eva al Victoria and Albert Museum di Londra. 

## Storia e descrizione
La formella forse proviene da un perduto cassone con le Storie della Genesi, del quale fa genericamente menzione Vasari come opera per i Medici nella biografia di Donatello nelle sue Vite. L'opera rappresenta il più antico esperimento di terracotta rivestita di vernice ceramica (antesignano dell'invetriatura messa a punto da Luca della Robbia), anche se il rivestimento a vernice piombifera con successiva doratura a freddo è quasi completamente perduto.
La scena si rifà a una formella del Campanile di Giotto di Andrea Pisano, con i personaggi principali nelle stesse posizioni anche se Eva, che nell'opera trecentesca è quasi reclinata, qui è raffigurata ormai in piedi, mentre si aggrappa con le braccia ad abbracciare Dio che l'ha creata.
L'opera, che risente una certa influenza delle opere di Lorenzo Ghiberti, soprattutto nella commistione tra figure modellate all'antica e un paesaggio roccioso tipicamente gotico, è stata in passato attribuita a vari artisti, da Luca della Robbia a Ghiberti stesso. L'attribuzione a Donatello è confermata anche da un documento del 1404 che testimonia la sua presenza accanto a Ghiberti nei lavori per la porta nord del Battistero di Firenze, inoltre il profilo di Adamo mostra analogie con altre opere giovanili, come il San Marco di Orsanmichele e il crocifisso di Santa Croce. 
L'opera rappresenta un tenero abbraccio tra Dio ed Eva in cui si trasmette il valore paterno presente nella scena, che è anche molto commovente.